# 山梨ルール
山梨ルール（やまなしルール）とは、山梨県における右折優先という独自の交通ルールの俗称。

## 概要
山梨県では、対向車の有無にかかわらず、減速なしで右折をする自動車が多い。山梨県警察の調査によると、免許人口10万人当たりの右折車対直進車事故件数の割合は全国第10位であり、山梨県内の右直事故は極端に多くはないとされる。また、片側一車線の道路で、(停車中、もしくはウインカーやハザード等で追い越しを促している車両でなく)走行中の車両に対し、対向車線に入って追い越しをおこなうこともある。
山梨県警察では、安全のため、山梨ルールの排除を呼び掛けている。

また、近年片側2車線道路や右折レーンと右折信号が整備されてきたことや、全国的な飲酒運転への問題意識の高まりもあり、右折優先、追い越し、飲酒運転については状況が大きく改善してきている。